# 岚皋县各级文物保护单位列表
以下为陕西省安康市岚皋县各级文物保护单位列表。

## 陕西省文物保护单位
- 肖家坝遗址
- 周氏武学
- 南宫山莲花寺遗址
- 岚皋观音庙
- 岚皋卢氏祠堂
- 岚皋祝氏祠堂
- 太平桥
- 古鉴大士灵塔
- 双峰桥禁赌碑